# Marie d'Alanie
Marie d’Alanie (née Martha Bagrationi de Géorgie ; en géorgien : მართა ; née vers 1050 - morte après 1103) est impératrice de l’Empire byzantin. Renommée pour sa grande beauté, elle est l’épouse de l’empereur Michel VII, puis après que celui-ci a été renversé, du nouvel empereur Nicéphore III Botaniatès. Tombée en disgrâce pour avoir, semble-t-il, participé au complot de Nicéphore Diogène contre Alexis Ier, elle quitte Constantinople. Sa vie est consacrée à protéger les droits au trône de son fils, Constantin Doukas.

## Biographie

### Jeunesse et premier mariage
Fille du roi Bagrat IV de Géorgie, et de Borena, sa deuxième épouse, Marthe comme elle s’appelait alors, venait en deuxième position dans l’ordre de succession au trône après son frère, le futur Georges II de Géorgie ,. 
Le surnom « d’Alanie » qui lui est attribué dans les sources byzantines fait probablement référence au royaume médiéval d’Alanie (aujourd’hui Circassie et Ossétie-du-Nord-Alanie) qui exista du VIIIe siècle jusqu'à sa destruction par les Mongols en 1238-1239. Jean Tzétzès, lui-même géorgien par sa mère, se réfère à Marie « d’Abasgia », expliquant dans ses commentaires « qu’Ibériens (Géorgiens), Absgiens et Alains sont un même peuple ». 
En 1056, vers la fin du règne de l’impératrice Théodora Porphyrogénète, elle fut envoyée à la cour de Constantinople, peut-être comme otage pour garantir la conduite de son père ; elle devait avoir environ trois ans. Théodora mourut cependant la même année et Marthe, renommée Marie, retourna en Géorgie. 

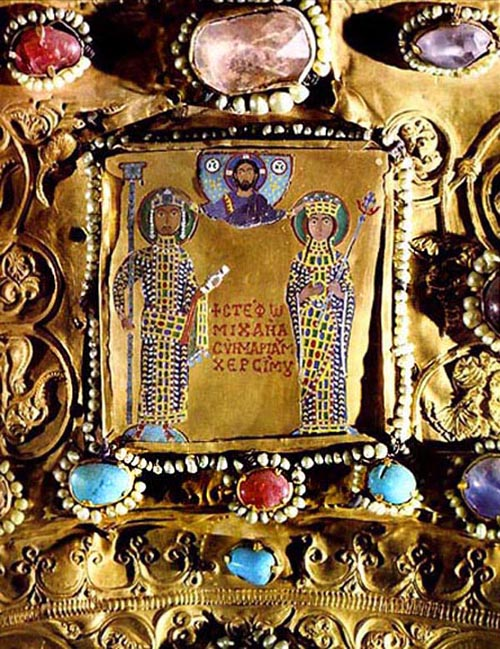
Icône médiévale géorgienne commémorant le mariage de la princesse Mart'a et du futur Michel VII.

Elle devait revenir à Constantinople entre 1066 et 1071 pour épouser le futur empereur Michel Doukas (° 1050 - † v. 1090), fils de Constantin X Doukas ; elle devint impératrice lorsque Michel VII monta sur le trône en 1071. Ce mariage était exceptionnel, car la tradition voulait que les membres de la famille impériale n’épousent que des Grecques. Seule, dans les trois cents années précédentes, une autre étrangère avait épousé l’héritier du trône : Irène, fille d’un khagan khazar, qui avait épousé Constantin V en 732, mariage qu’avait sévèrement condamné Constantin VII dans son De administrando imperio. Cet abandon d’une politique séculaire devait sans doute sceller l’union des forces de Byzance et du royaume de Géorgie face aux Turcs seldjoukides qu’elles avaient vaincus à la bataille de Kapetrou en 1048. De cette union naquit un fils, Constantin ; Marie devait faire du maintien des droits au trône du jeune prince le but ultime de sa vie.
Ses premières années à Constantinople se passèrent dans l’ombre de sa belle-mère, l’impératrice Eudocie Makrembolitissa, épouse de Constantin X Doukas. À la mort de celui-ci, Eudocie décida d’assumer la régence au nom de son fils Michel. Elle se remaria alors, prenant pour consort Romain Diogène qui devint empereur pour un court règne de trois ans (1068-1071) et dont les deux fils furent couronnés coempereurs, mettant ainsi en péril les droits au trône de Michel. Toutefois, la défaite de Manzikert et les intrigues de la famille Doukas devaient marquer la fin du règne de Romain IV et l’éloignement d’Eudocie, reléguée dans un couvent. Michel put alors accéder au trône (1071) et Marie devenir impératrice.
Les sept ans de règne de Michel VII furent assombris par de nombreuses défaites militaires en Anatolie aux mains des Turcs seldjoukides et dans les autres provinces d’Asie et des Balkans aux mains de rebelles comme Roussel de Bailleul et Nicéphore Botaniatès. Il devait en résulter une dépréciation de la monnaie qui devait faire croitre le mécontentement dans la population et causer le renversement de Michel VII par Nicéphore III Botaniatès (° v. 1002-† v. 1081) en 1078. Psellos décrit Maria comme discrète et en retrait durant cette période, affirmant qu’elle ne parlait guère qu’à son mari. Couronné coempereur dès sa naissance en 1074, leur fils Constantin fut fiancé à Olympia, fille du conquérant normand Robert Guiscard, laquelle fut amenée à Constantinople pour y être éduquée et confiée aux soins de Marie. Lorsque Michel dut abdiquer en faveur de Botaniatès et se faire moine au monastère du Stoudion, Marie trouva refuge au couvent de Petrion avec son fils où elle vécut sans se faire religieuse.

### Deuxième mariage

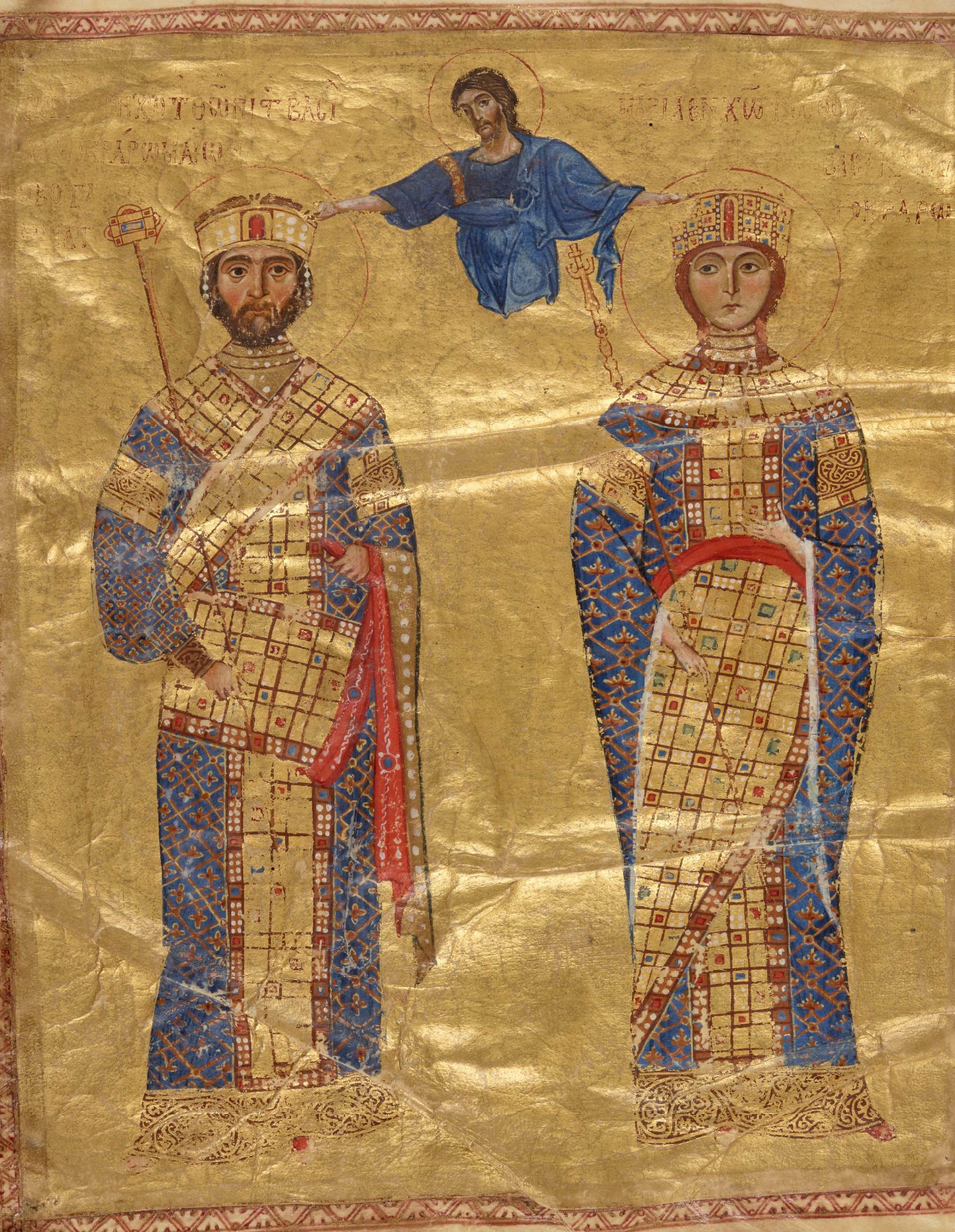
Nicéphore III et Marie d'Alanie

Nicéphore III entra à Constantinople le 3 avril 1078 et fut couronné le 2 juillet. Son épouse Vevdene, étant morte peu avant ou après son accession au trône, il annonça son intention de se remarier ce qui provoqua une fière compétition entre les personnes éligibles de Constantinople, notamment Marie d’Alanie, la belle-mère de celle-ci, Eudokia Makrembolitissa, et la fille de celle-ci, Zoé. Le nouvel empereur semblait pencher pour Eudokia, mais Marie d’Alanie reçut l’appui de la famille Doukas, laquelle réussit à convaincre Nicéphore de la choisir non seulement en raison de sa grande beauté, mais aussi à cause du fait qu’épouser une étrangère sans autres liens familiaux avec Byzance mettrait Nicéphore à l’abri des conspirations toujours présentes à Constantinople,,,. 

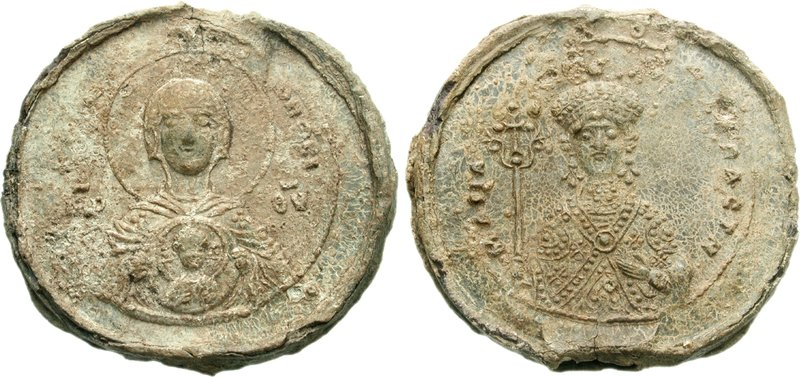
Sceau de plomb de l'impératrice Marie - années 1070.

Toutefois, ce mariage fit scandale puisque le premier époux de Marie était encore vivant et que, étant devenu moine contre son gré, il ne pouvait y avoir matière à divorce ; Jean Doukas dut même démettre le prêtre qui se refusait à officialiser un mariage considéré comme adultère et en trouver un autre qui n’eut pas les mêmes scrupules. D’autant plus, si l’on en croit Nicéphore Bryenne, que la deuxième épouse de Botaniatès, Vevdene, était encore vivante, ce qui rendait le mariage doublement adultère . Le mariage eut toutefois lieu en 1078 ou 1079 ; Nicéphore s’engageait à reconnaitre Constantin comme son héritier, promesse sur laquelle il revint par la suite pour désigner son parent, Nicéphore Synadenos,. 
À cette exception près, Marie, impératrice pour la deuxième fois, fut bien traitée pendant le règne de Nicéphore qu’elle légitimait, apparaissant avec son époux sur les pièces d’argent du règne, recevant de nombreuses propriétés et domaines dont un palais du complexe des Manganes et le monastère du Hebdomon, alors que son frère, le futur Georges II de Géorgie recevait le titre de césar pour reconnaitre ses liens avec la famille impériale,,.
Selon Anne Comnène, le refus de Botaniatès de reconnaitre Constantin comme successeur éloigna Marie de son époux pour la rapprocher de la famille des Comnène ,. Déjà liée à cette famille par le mariage d’Isaac (frère ainé d’Alexis) à une de ses cousines Irène, Marie avec la bénédiction d’Anne Dalassène, adopta Alexis Comnène qui avait à peu près son âge (il était né vers 1057), en faisant ainsi le frère et le protecteur de Constantin. Il semble qu’assez rapidement le jeune général et Marie devinrent amants bien qu’Alexis ait lui-même été marié depuis janvier 1078 avec Irène Doukas. D’après Anne Comnène, Marie aurait joué un rôle crucial dans le coup d’État qui devait renverser Nicéphore III et son remplacement par Alexis Ier.
Quand en 1081 Alexis prit le pouvoir, il semble avoir pensé à répudier sa femme pour épouser Marie d’Alanie. Après qu’il se fut emparé de la ville, il fut seul couronné, contrairement à la tradition qui voulait que sa femme devienne impératrice lors de la même cérémonie. Il s’installa au Boucoléon, le grand palais du domaine des Manganes où se trouvait déjà Marie, reléguant sa femme Irène, sa mère, Marie de Bulgarie, et ses autres filles dans un palais plus petit en contrebas du même domaine. La raison alléguée par Anne Comnène pour expliquer le maintien de Marie au grand palais, à savoir les liens qu’elle-même avait tissés avec l’impératrice et la solitude de celle-ci, sans parents ni amis à Constantinople est peu convaincante. Cette insulte gratuite provoqua la colère de la famille Doukas dont le patriarche, le césar Jean Doukas, grand-père de sa femme, avait appuyé son coup d’État. 
Ce dernier fit pression sur le patriarche Cosmas et, une semaine plus tard, Irène fut couronnée impératrice ; Marie dut quitter le palais en échange d’un chrysobulle qui confirmait les droits de son fils en l’associant au trône, le plaçant même au-dessus d’Isaac Comnène qui n’avait que le titre de sebastocrator,,,. De plus, comme garantie de ses droits, Constantin fut fiancé à Anne Comnène dès la naissance de celle-ci, laquelle comme le voulait la coutume, alla habiter chez Marie alors qu’elle n’avait pas huit ans. Marie fut ainsi chargée de l’éducation de la jeune princesse qui l’adorait et avec qui elle partageait ses secrets ; elle y restera d’environ 1090 jusqu’à la mort de Constantin peu après 1094.

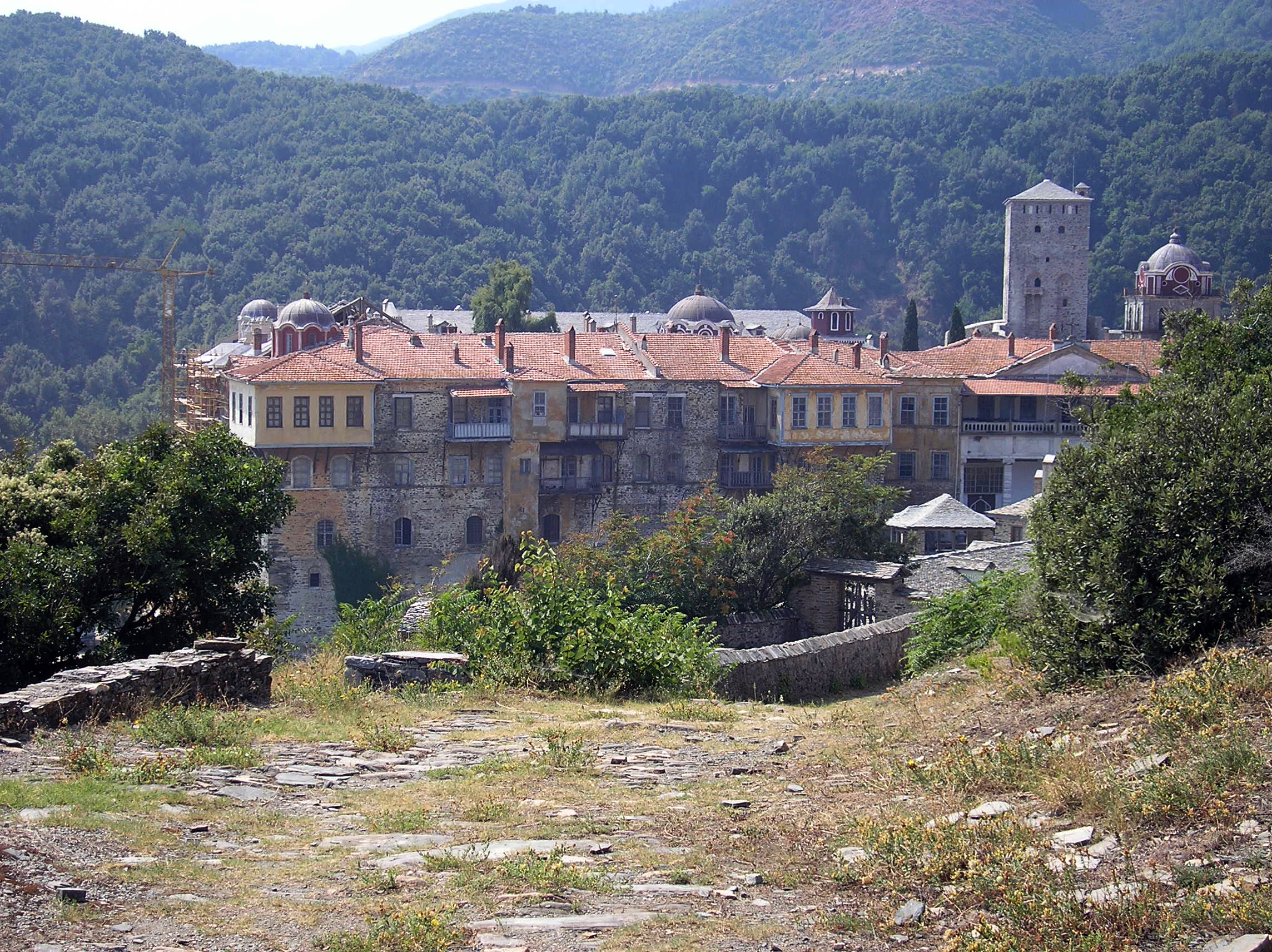
Monastère d'Iviron sur le Mont Athos.

Marie s’installa alors dans un palais adjacent au monastère de Saint-Georges des Manganes qui devint une cour parallèle à celle du palais impérial. Elle dut prendre le voile, car Théophylacte mentionne son vêtement austère et son train de vie ascétique, et Zonaras affirme qu’elle était religieuse lorsqu’elle visita Michel VII sur son lit de mort (vers 1090) pour lui demander pardon d’avoir épouser Botaniatès. Elle était réputée pour sa piété (donations au monastère georgien de Iviron sur le mont Athos et création du couvent de Kappatha à Jérusalem) et sa générosité envers les pauvres et les orphelins,. Ceci ne l’empêcha pas de devenir le centre d’un cercle d’écrivains comprenant Théophylacte d’Ohrid, tuteur de Constantin et futur archevêque de Bulgarie, et Eustratios de Nicée, élève du philosophe Jean Italos. C’est à sa demande que Théophylacte écrivit ses commentaires sur les évangiles de Marc et de Luc ainsi que des petits prophètes,.
La situation devait changer drastiquement lorsque Alexis eut un fils, Jean, le 13 septembre 1087 : couronné lors de son baptême, il fut proclamé coempereur en 1092, alors que Constantin avait 18 ans. Les fiançailles entre Anne et Constantin ne furent toutefois pas rompues et ne furent interrompues que par la mort de celui-ci en 1094 ou peu après. Selon Nicéphore Bryenne qui devait épouser Anne quelques mois plus tard, ce n’était pas tant la naissance de Jean que la grave maladie qui devait emporter Constantin qui aurait été la raison pour laquelle il perdit ses droits de succession.

### Les dernières années
Serait-ce la raison qui aurait poussé Marie à agir à l’endroit d’Alexis comme elle l’avait fait à l’égard de Nicéphore III ? Quoi qu’il en soit, on lui reprocha d’avoir été associée à un complot ourdi par Nicéphore Diogène (son beau-frère et le fils de l’ancien empereur Romain Diogène). Selon Anne Comnène, on aurait trouvé sur Diogène des documents témoignant que Marie était au courant de la conspiration, quoiqu’elle n’aurait pas approuvé le meurtre d’Alexis, tentant d’en dissuader Diogène, . 
Elle tomba alors en disgrâce à l’été 1094 et son fils mourut la même année ou peu après,. Plusieurs historiens affirment qu’elle aurait alors été exilée dans un couvent de l’ile de Prinkipô, la plus grande de neuf îles des Princes dans la mer de Marmara où se trouvaient de nombreux couvents. Toutefois, selon Garlan et Rapp, cette affirmation n’est basée que sur le fait que Théophylacte d’Ohrid lui aurait écrit vers 1095 alors qu’elle se trouvait dans l’ile. Ceci ne prouve pas qu’elle y résidait ; elle pouvait être simplement en visite dans l’une de ses nombreuses fondations. Outre le palais du domaine des Manganes à Constantinople, Maria possédait des domaines appelés Petritzos entre le monastère géorgien de la Theotokos Petritzonissa (aujourd’hui Bachkovo) et la ville de Stenimachos (sud de la Bulgarie) ainsi que Pernikos, près du port de Christoupolis (Kavala). Selon Garland et Rapp, il est plus probable que, brisée par le chagrin d’avoir perdu ce fils auquel elle avait consacré sa vie, elle se soit retirée de son plein gré dans l’un de ses nombreux domaines situés dans une région où l’influence géorgienne était très forte, possiblement au monastère du Mont Papikion, à quelque 100 kilomètres de celui de la Theotokos Petritzonissa, qu’elle avait probablement fondé.
On ignore la date de sa mort, sans doute après 1113. On sait qu’elle vivait toujours en 1103 alors que son nom est mentionné dans les Actes du concile convoqué par le roi David II de Géorgie comme « notre reine Marta, l’Auguste ». Son influence continua à se faire sentir et contribua à renforcer les liens entre Byzance et la Géorgie comme en témoigne le mariage des deux fils d’Anne Comnène à des princesses géorgiennes, l’ainé, Alexis Bryenne Comnène épousant Kata, fille de David II et Andronic Ier Comnène (1183-1185) mariant vers 1145 la sœur de Georges III.

## Portrait
Dans l’Alexiade, Anne Comnène trace le portrait suivant de l’impératrice-mère  :
« Elle avait la taille élancée comme un cyprès, la peau blanche comme la neige, un visage ovale et vraiment le teint d’une fleur printanière ou d’une rose. Quant à l’éclat de son regard, quel mortel le décrira jamais ? Ses sourcils étaient bien définis et d’un rouge-or alors que ses yeux étaient bleus. Les mains de plus d’un peintre ont tenté d’imiter les couleurs de diverses fleurs qu’amènent les saisons, mais la beauté de cette reine, l’éclat de sa grâce, le charme et la douceur de ses manières dépassaient toute description et tout art. Ni Apelles, ni Phédias, ni aucun autre sculpteur ne put produire une aussi merveilleuse statue. On dit que la tête de la Gorgone pouvait transformer en pierre ceux qui la regardaient ; mais tous ceux qui voyaient la reine marcher ou qui la rencontraient par hasard étaient saisis et demeuraient pétrifiés, comme s’ils avaient perdu l’esprit. On n’avait jamais vu chez les mortels une telle harmonie entre les membres et les traits, une relation aussi parfaite entre les parties aussi bien qu’entre les parties et le tout ; elle était une statue vivante, une joie pour tous les amateurs de beauté. En un mot, elle était l’incarnation de l’Amour descendu des cieux sur notre terre. »

### Note
1. ↑  Celui-ci avait vécu deux ans à Constantinople comme otage alors qu’il n’avait que cinq ans en 1023, mais put retourner dans son pays peu avant la mort de Basile II (Garland (2006) « Maria’s origins »).
2. ↑  La diminution du « modios » de grain d’un quart sans diminution de prix devait valoir à Michel VII le surnom de « Parapinakès » (moins un quart).
3. ↑   Le palais des Manganes, à l’instar de ce qu’est aujourd’hui le Kremlin de Moscou, était en fait un domaine sur lequel étaient édifiés de nombreux palais et pavillons, couvrant la pente s’étendant de Sainte-Sophie à la mer de Marmara. Le Boucoléon était le palais le plus important et avait son propre port.
4. ↑  Les fiançailles précédentes avec Olympia (renommée Hélène) de Haute-Rive avaient été rompues lors du renversement de Michel VII par Nicéphore Botaniatès.

### Sources primaires
- Bryenne, Nicephorios. Histoire. Bruxelles, ed. P. Gauthier. Corpus Fontium Historiae Byzantinae (CFHB) IX, séries Bruxellensis. 1975.
- (en) Choniates, Nicetas. Chronike Diegesis. Berlin/New York, ed. J.-A. van Dieten. CFHB
- (en) Choniates, Nicetas. O City of Byzantium : Annals of Niketas Choniatas. Detroit, Wayne State University Press, 1984.
- (en) Comnena, Anna. The Alexiad. [on line] http://legacy.fordham.edu/Halsall/basis/AnnaComnena-Alexiad.asp
- Constantin Porphyrogénète. Le livre des cérémonies (en 3 vol.). Paris, Les Belles-Lettres, 1967.
- Gauthier, Paul. Nicéphore Bryennos : Histoire, Bruxelles, Byzantion, (CFHB) IX, séries Bruxellensis. 1975
- Psellos, Michel. Chronographie ou Histoire d’un siècle de Byzance. Paris, Les Belles-Lettres, 1967.
- Skylitzès, Jean. Empereurs de Constantinople, texte traduit par Bernard Flusin et annoté par Jean-Claude Cheynet, éditions P. Lethiellieux, 2003,  (ISBN 2-283-60459-1).
- Zonaras, Jean. Histoire des Romains, Create Space, 2015  (ISBN 978-1-511-69256-4).
- (en) Zonaras, John (trad. M. Pinder (vol. 1 et 2), Theodor Büttner-Wolbst (vol. 3)), Epitome of Histories, Bonn, 1841-1897.

### Sources secondaires
- John Julius Norwich: Histoire de Byzance (trad. de l'anglais), Paris, Perrin, coll. « Tempus », 1999 (réimpr. 2002), 506 p. (ISBN 2-262-01890-1)
- (en) Angold. Church and Society in Byzantium under the Comneni, 1081-1261, Cambridge, Cambridge University Press, 1995.  (ISBN 978-0-521-26986-5).
- Cheynet, J.-C. Pouvoir et Contestations à Byzance (963-1210). Paris, Sorbone, 1990.  (ISBN 978-2-859-44168-5).
- (en) Garland, Lynda & Rapp, Stephen H.” Martha-Maria of ‘Alania’ ”, De Imperatoribus Romanis, updated 2006 [on line] http://www.roman-emperors.org/maryal.htm [retrieved 2016.06.23]
- (en) Garland, L. “The Life and Ideology of Byzantine Women: A Further Note on Conventions of Behaviour and Social Reality as Reflected in Eleventh and Twelfth Century Historical Sources” (in) Byzantion, 1958, pp. 361-393..
- (en) Garland, Lynda. Byzantine Empresses: Women and Power in Byzantium AD 527-1204, first edition (1999), Routledge,  (ISBN 0-415-14688-7).
- Gautier, P. (dir.), Théophylacte d’Achrida : Discours, Traités, Poésies, introduction, texte et notes, Thessalonique, coll. « Corpus Fontium Historiae Byzantinae » (no 16.1), 1980.
- Gautier, P. (dir.), Théophylacte d’Achrida, Lettres, Thessalonique, coll. « Corpus Fontium Historiae Byzantinae » (no 16.2), 1986.
- (en) Gouma-Peterson, Thalia (ed). Anna Komnene and Her Times. New York & London, Garland Publishing, 2000.  (ISBN 978-0-815-33851-2).
- (en) Hill, Barabara. Patriarchy and power in the Byzantine Empire from Maria of Alania to Maria of Antioch, 1080-1180. doctoral thesis, Queen's University, Belfast, 1994.
- (en) Alexander Kazhdan (dir.), Oxford Dictionary of Byzantium, New York et Oxford, Oxford University Press, 1991, 1re éd., 3 tom. (ISBN 978-0-19-504652-6 et 0-19-504652-8, LCCN 90023208).
- Lefort, J. & N. Oikonomides et Papachryssanthou, D. Actes d’Ivron, II : Du milieu du XIe siècle à 1204, Paris, 1990.
- Malamut, Élisabeth. Alexis Ier Comnène. Paris, Ellipse, 2007.  (ISBN 978-2-729-83310-7).
- (en) Mullett, Margaret. Theophylact of Ochrid, Reading the Letters of a Byzantine Archbishop. Routledge, 1997.  (ISBN 978-0-860-78549-1).
- (en) Rapp, Stephen H. Imagining History at the Crossroads : Persia, Byzantium and the Architects of the Written Georgian Past. Unpublished PhD. Dissertation. University of Michigan, 1997.
- (en) Treadgold, Warren. A History of the Byzantine State and Society. Stanford (California), The University of Standford Press, 1997.  (ISBN 978-0-804-72630-6).